# Leonid Rumjancev
Leonid Dmitrievič Rumjancev (in russo Леонид Дмитриевич Румянцев?; Mosca, 8 marzo 1916 – Mosca, 23 giugno 1985) è stato un calciatore sovietico.

## Palmarès

### Club

#### Competizioni nazionali
- Vysšaja Liga: 3

Spartak Mosca: 1936 (autunno), 1938, 1939
- Kubok SSSR: 2

Spartak Mosca: 1938, 1939

#### Individuale
- Capocannoniere della Vysšaja Liga: 1

1937 (8 gol)